# Lilliput
Liliput o Lilliput es una nación insular ficticia donde transcurre la primera parte de la novela satírica Los viajes de Gulliver, del escritor Jonathan Swift.

## Ubicación geográfica

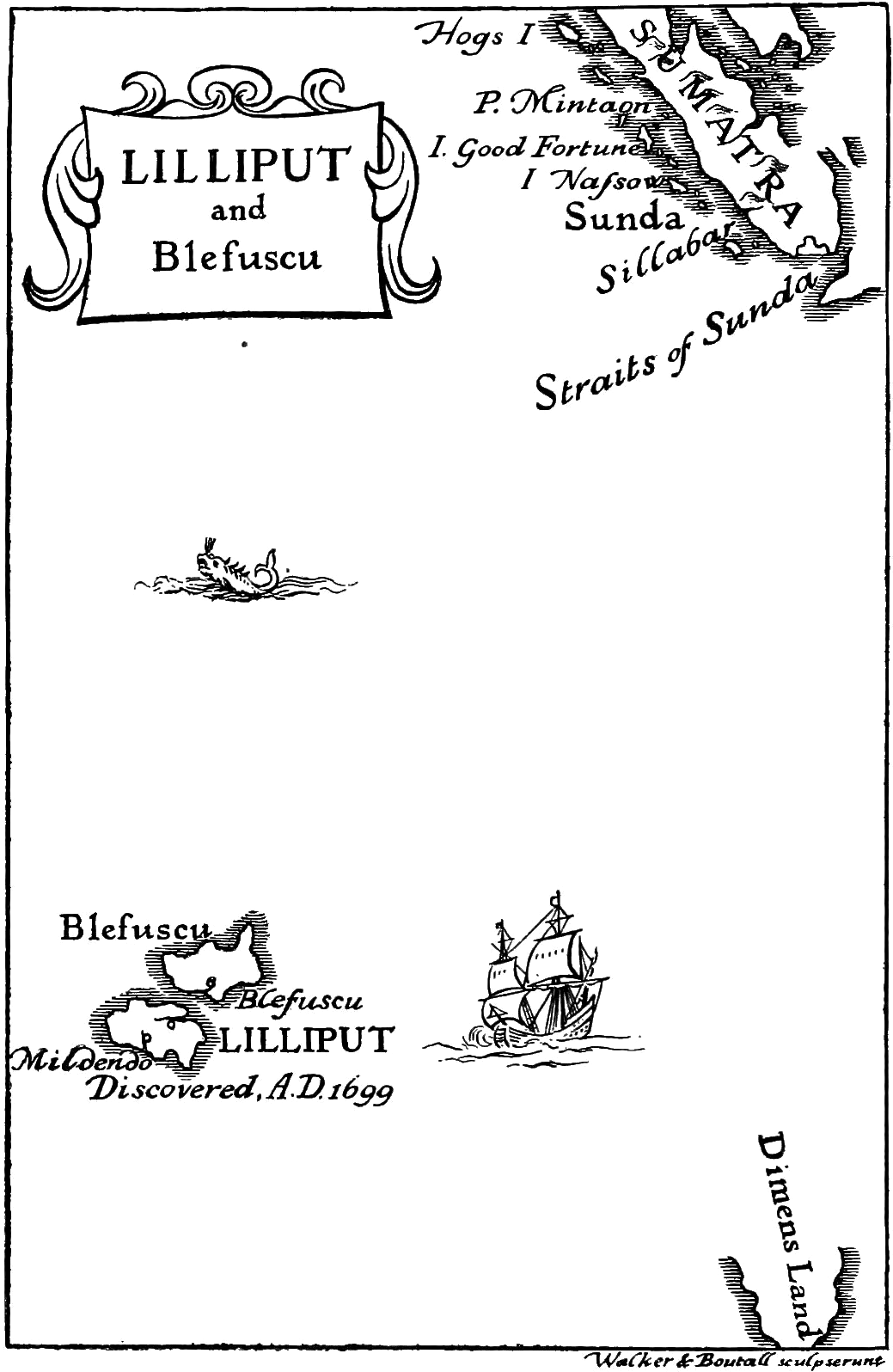
Mapa de Lilliput y Blefuscu, publicado en la edición de 1726 de Los Viajes de Gulliver (Travels into Several Remote Nations of the World) de Jonathan Swift. Impreso por Benjamin Motte imitando el estilo de los mapas de Herman Moll.

Su ubicación no se indica precisamente en el libro, sólo se menciona que el naufragio del Antílope, cuyo médico, el Dr. Lemuel Gulliver, relata la historia, tuvo lugar al noroeste de la entonces llamada Tierra de Van Diemen, actual Tasmania, a 30° 2' de latitud sur. (Esta posición geográfica en realidad se encuentra en el interior de Australia, cuya cartografía era todavía relativamente desconocida en época de Swift).

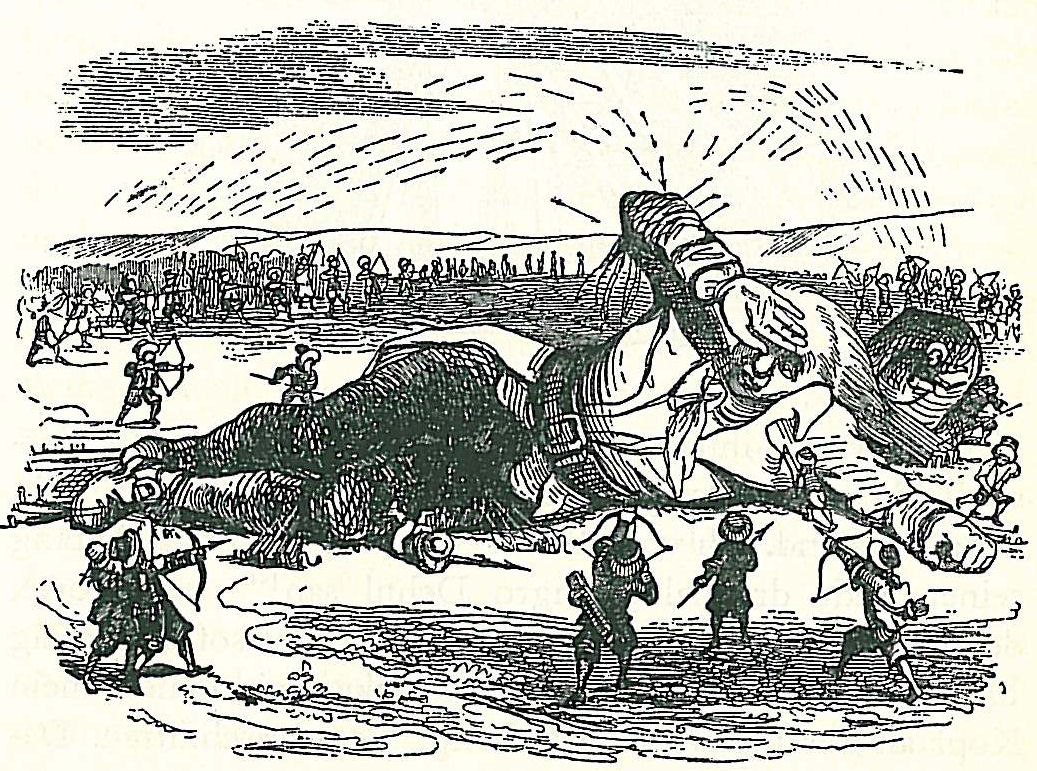
Gulliver atacado por los liliputienses.

## Habitantes
La principal característica de la isla, así como de su vecina y rival Blefuscu, es que está habitada por personas diminutas de unas seis pulgadas de alto, es decir de aproximadamente quince centímetros. Toda la flora y la fauna de ambas islas corresponden a la misma proporción; una doceava parte de lo natural.

## Ciudades
La capital de Liliput, construida en un cuadrado perfecto de 170 metros de lado, es Mildendo. Aloja a una población de medio millón de liliputienses, pero varias otras ciudades y pueblos se conectan mediante excelentes carreteras.

## Geografía
Liliput posee una circunferencia de 5000 blustrugos (17,312 km) y está separada por un canal de 700 metros de ancho al sureste de la mencionada Blefuscu.

## Política
Liliput y Blefuscu están permanentemente en guerra, principalmente por una disputa acerca de cómo cascar los huevos hervidos. Los liliputienses defienden la postura de que deben ser cascados por el lado más angosto, mientras que los blefuscuenses creen en cascarlos por el lado más grueso. 

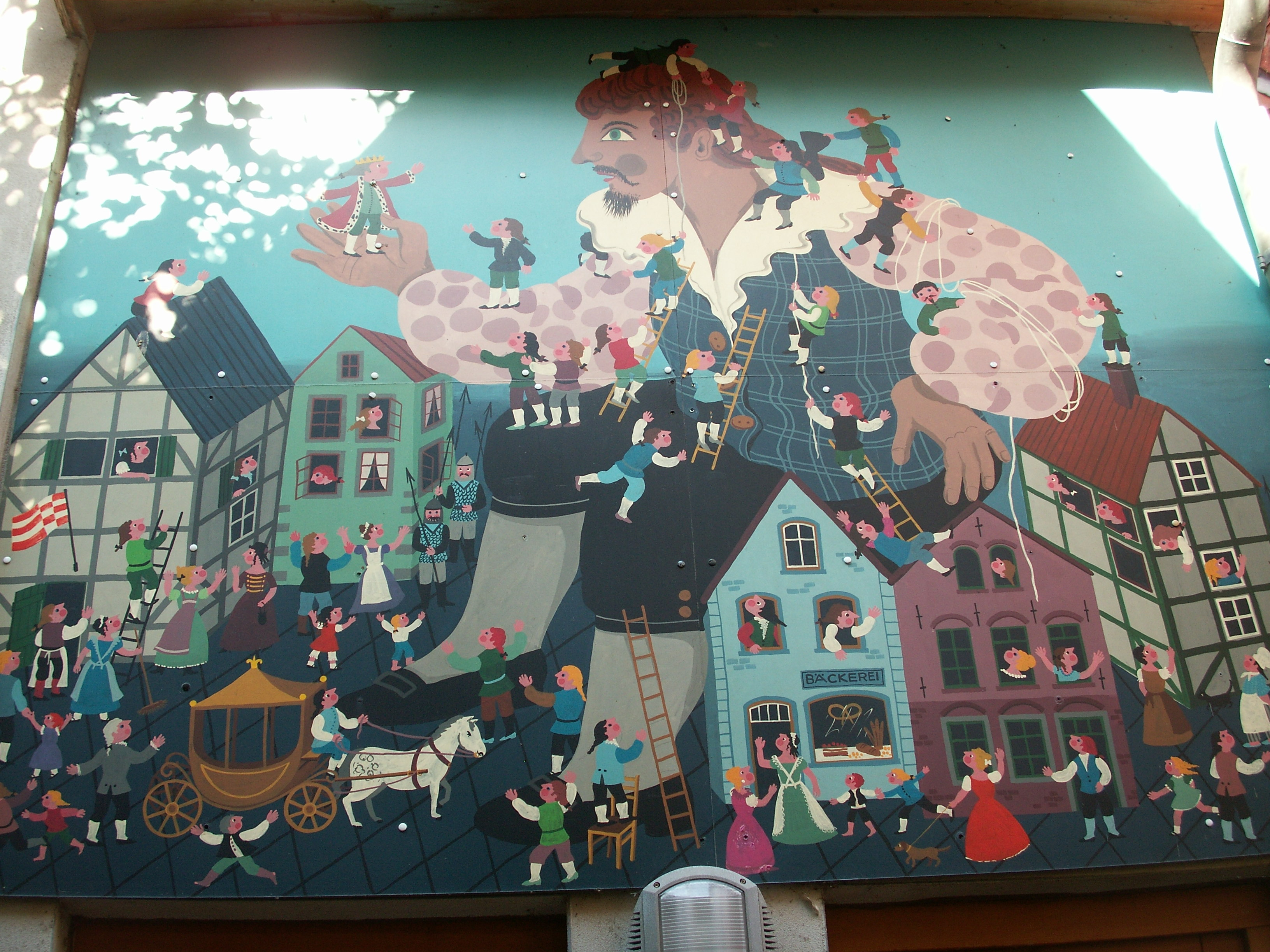
Gulliver en Mildendo.Mural en una tienda de juguetes de Bremen, Alemania.

Tanto Liliput como Blefuscu son llamados imperios (en 1700 el emperador era Golbasto Momaren Evlame Gurdilo Shefin Mully Ully Güe, Delicia y Terror del Universo), pero no hay evidencia de que formen realmente una reunión de distintos países y culturas. Generalmente se acepta que Liliput representa al Reino de Gran Bretaña, y Blefuscu al Reino de Francia.